# Angus Carmichael
Angus Macdonald Ewing Carmichael (Rhodesia Settentrionale, 12 giugno 1925 – Horncastle, 21 marzo 2013) è stato un calciatore scozzese, di ruolo difensore.

## Carriera

### Nazionale
Venne convocato nella Nazionale britannica che partecipò ai Giochi olimpici del 1948, disputò solo uno dei quattro incontri giocati dalla sua Nazionale in quell'edizione.